# Kalyptatherina helodes
Kalyptatherina helodes är en fiskart som först beskrevs av Walter Ivantsoff och Allen, 1984.  Kalyptatherina helodes ingår i släktet Kalyptatherina och familjen Telmatherinidae. Inga underarter finns listade i Catalogue of Life.